# BK Prostějov
BK Prostějov ist ein tschechischer Basketballverein aus Prostějov.

## Geschichte
Der Verein wurde 1940 gegründet. In den letzten Jahren entwickelte sich der Klub zu einer Spitzenkraft im tschechischen Basketball. Erst im Jahre 2004 als Zweitligameister in die höchste nationale Liga, der NBL, aufgestiegen, wurde man in der ersten Saison direkt Zweiter, scheiterte in den Play-offs aber früh. Im gleichen Jahr konnte sich Prostějov auch bis ins Finale des nationalen Pokal kämpfen, welches man aber verlor. 2006 wiederholte der Verein dieselben Ergebnisse.
2007 bestätigte man die guten Leistungen der regulären Saison dann erstmals auch in den Play-offs. Der Weg führte bis ins Finale um die tschechische Meisterschaft, wo man gegen ČEZ Basketball Nymburk keine Chance hatte und die Serie mit 0:3 verlor.
Es folgten von 2010 bis 2012 drei weitere Finalspiele um den Titel, allesamt erneut gegen die überragende Mannschaft der Liga aus Nymburk. Alle Finalserien gingen verloren, 1:4, 2:4 und 0:4.
Europäisch schaffte der Verein es in der FIBA EuroCup Challenge 2007 bis ins Viertelfinale und in der EuroChallenge 2011 unter die besten 16.

## Halle
Der Verein trägt seine Heimspiele im 2.100 Plätze umfassenden Sportcentrum aus. 

## Erfolge
- 4× Tschechischer Vizemeister (2007, 2010, 2011, 2012)
- 3× Tschechischer Vizepokalsieger (2005, 2006, 2009)
- 1× Tschechischer Zweitligameister (2004)

## Bekannte ehemalige Spieler
- Craig Callahan 2004-06
- Vladimir Bogojevič 2005/06
- Pavel Pumprla 2005/06
- Ervin Dragšič 2006
- Igor Kudelin 2007
- / Hurl Beechum 2008/09
- Márton Báder 2008
- Kyle Landry 2009–11
- Benas Veikalas 2009–11